# Maja Chwalińska
Maja Chwalińska, née le 11 octobre 2001 à Dąbrowa Górnicza, en Pologne, est une joueuse polonaise de tennis professionnelle. Elle est membre de l'équipe nationale de Fed Cup.

## Carrière junior
Elle a remporté le titre européen en double des 14 ans et moins en 2015 et le titre en double des 16 ans et moins en 2016. Elle a également été membre de l'équipe polonaise qui a remporté le titre de la Fed Cup Junior en 2016 (avec Iga Świątek). Puis, elle a atteint la finale de l'Open d'Australie en double junior 2017, toujours avec Iga Świątek, avant de glaner un 3e titre européen junior avec le titre en simple des 16 ans et moins à l'été 2017.

## Carrière professionnelle
Après plusieurs tentatives pour percer sur le circuit professionnel, elle indique en 2021 avoir eu des pensées sombres ce qui l'a conduit à faire un break de quelques mois.
Elle débute sur le circuit WTA en 2022 lors du tournoi de Valence; elle est battue dès le 1er tour par l'Espagnole Rebeka Masarova.
Un mois plus tard, elle passe les 3 tours de qualifications de Wimbledon et accède pour la première fois au tableau principal d'un tournoi du Grand Chelem,. Elle passe le premier tour face à Kateřina Siniaková avant d'échouer face à Alison Riske.
Le 2 décembre 2024, elle remporte en double son 1er trophée au tournoi WTA 125 de Buenos Aires avec sa partenaire et compatriote Katarzyna Kawa. 
Une semaine plus tard, elle gagne en double son 2e tournoi d'affilée WTA 125 à Florianópolis avec cette fois-ci la Brésilienne Laura Pigossi en partenaire. 
Le lendemain, elle remporte l'épreuve en simple, en dominant en finale la Suissesse Ylena In-Albon.

## Palmarès

### Titre en simple en WTA 125
| No | Date       | Nom et lieu du tournoi         | Catégorie | Dotation  | Surface      | Finaliste      | Score    |          |
| -- | ---------- | ------------------------------ | --------- | --------- | ------------ | -------------- | -------- | -------- |
| 1  | 02-12-2024 | MundoTenis Open, Florianópolis | WTA 125   | 115 000 $ | Terre (ext.) | Ylena In-Albon | 6-1, 6-2 | Parcours |

### Titres en double en WTA 125
| No | Date       | Nom et lieu du tournoi           | Catégorie | Dotation  | Surface      | Partenaire       | Finalistes                         | Score            |          |
| -- | ---------- | -------------------------------- | --------- | --------- | ------------ | ---------------- | ---------------------------------- | ---------------- | -------- |
| 1  | 25-11-2024 | IEB+ Argentina Open Buenos Aires | WTA 125   | 115 000 $ | Terre (ext.) | Katarzyna Kawa   | Laura Pigossi Mayar Sherif         | 6-4, 3-6, [10-7] | Parcours |
| 2  | 02-12-2024 | MundoTenis Open Florianópolis    | WTA 125   | 115 000 $ | Terre (ext.) | Laura Pigossi    | N. Fossa Huergo Valeriya Strakhova | 7-63, 6-3        | Parcours |
| 3  | 17-03-2025 | Megasaray Hotels Open 1 Antalya  | WTA 125   | 115 000 $ | Terre (ext.) | Anastasia Dețiuc | Jesika Malečková Miriam Škoch      | 4-6, 6-3, [10-2] | Parcours |

### Finale en double en WTA 125
| No | Date       | Nom et lieu du tournoi          | Catégorie | Dotation  | Surface      | Vainqueures                | Partenaire       | Score            |          |
| -- | ---------- | ------------------------------- | --------- | --------- | ------------ | -------------------------- | ---------------- | ---------------- | -------- |
| 1  | 24-03-2025 | Megasaray Hotels Open 2 Antalya | WTA 125   | 115 000 $ | Terre (ext.) | María Carlé Simona Waltert | Anastasia Dețiuc | 3-6, 7-5, [10-3] | Parcours |

## Parcours en Grand Chelem

### En simple dames
| Année | Open d'Australie | Open d'Australie   | Internationaux de France | Internationaux de France | Wimbledon | Wimbledon     | US Open | US Open         |
| ----- | ---------------- | ------------------ | ------------------------ | ------------------------ | --------- | ------------- | ------- | --------------- |
| 2020  | Q1               | Isabella Shinikova | —                        | —                        | —         | —             | —       | —               |
| 2021  | Q1               | Yuan Yue           | Q1                       | Mayar Sherif             | Q1        | Clara Burel   | —       | —               |
| 2022  | —                | —                  | —                        | —                        | —         | —             | Q2      | Elina Avanesyan |
| 2023  | —                | —                  | Q2                       | Maria Timofeeva          | Q1        | Carole Monnet | —       | —               |
| 2024  | —                | —                  | —                        | —                        | —         | —             | Q1      | Maya Joint      |
| 2025  | 1er tour (1/64)  | Jule Niemeier      | Q2                       | Kaja Juvan               | Q1        | Raluca Șerban |         |                 |

N.B. : à droite du résultat se trouve le nom de l'ultime adversaire.

## Classements WTA en fin de saison
| Année          | 2016 | 2017 | 2018 | 2019 | 2020 | 2021 | 2022 | 2023 | 2024 |
| Rang en simple | 873  | 588  | 336  | 217  | 220  | 343  | 154  | 349  | 165  |
| Rang en double | –    | 828  | 344  | 368  | 429  | 397  | 199  | 411  | 183  |

Source : (en) Classements de Maja Chwalińska sur le site officiel de la Fédération internationale de tennis